# Die Bombe fliegt
Die Bombe fliegt ist eine britisch-amerikanische Filmkomödie des Regisseurs Tom Bussmann aus dem Jahr 1986. Dem Film, der auch unter dem Titel Zu spät – Die Bombe fliegt gezeigt wurde, ging eine gleichnamige Fernsehserie in sechs Teilen aus dem Jahr 1982 voraus.

## Handlung
Die (fiktive) britische Kolonie Santa Maya in der Karibik wird von General Mosquera eingenommen, dem Diktator des Nachbarlands. Die folgenden von den USA vermittelten diplomatischen Gespräche zwischen Großbritannien und Mosqueras Junta werden durch den Terroristen Lacrobat sabotiert. Wie sich herausstellt, ist Mosquera ein Geheimbündnis mit der Sowjetunion eingegangen. Großbritannien entsendet die Royal Navy unter dem schwulen Admiral Bendish in die Karibik, um das winzige Land zurückzuerobern.
In Großbritannien gebärdet sich der beliebte konservative Premierminister Mortimer Chris zunehmend seltsam. Als Hauptursache der aktuellen wirtschaftliche Krise des Landes sieht er bösartige Elfen und Trolle, gegen die er eine großangelegte Kampagne startet. Um dem Problem der hohen Arbeitslosigkeit zu begegnen und offene Stellen zu schaffen, setzt Chris ein nationales Programm durch, indem sich jede Woche 10'000 Arbeiter von den Kreidefelsklippen bei Dover stürzen sollen. Zwei seiner Minister wenden sich daraufhin direkt an die amerikanische Präsidentin und schlagen einen Mordanschlag auf den Verrücktgewordenen vor. Ein Säureattentat in der Badewanne wird in Auftrag gegeben, scheitert jedoch. Der Premierminister verliert allerdings eine Hand. Mit einem Haken als Handersatz führt Chris die Regierungsgeschäfte weiter.
Unterdessen steuert die Flotte die Karibik an. Auf einem Kriegsschiff dabei ist auch Prinzessin Wendy, die als Krankenschwester dient – was die Öffentlichkeit aber nicht erfahren soll. Auch zwei Reporter der englischen Presse sind an Bord, die bald von der Anwesenheit der Prinzessin erfahren. Während der Vorbereitung zu einer Operation kommt es zu einem folgenschweren Unfall, als die Prinzessin gestoßen von einem der Reporter unabsichtlich einen Patienten kastriert. Admiral Bendish lässt die verhassten Reporter auf der nächsten Insel aussetzen.
Die Insel ist nicht unbewohnt. Als sie am Strand ein Hotel entdecken, wollen sie dort ein Zimmer beziehen. Am Empfang werden sie abgewimmelt, weil das Hotel angeblich voll sei. Tatsächlich sind die Aufenthaltsräume gerammelt voll von glatzköpfigen Männern mit russischem Akzent und einheitlichen Hawaii-Hemden. Die Reporter sehen sich in der Umgebung um und entdecken, dass es sich bei dieser Hotelanlage um eine sowjetische Atomraketenbasis vor der Haustür der USA handelt. Bevor sie dies der Welt mitteilen können, werden sie von einem „Hotelangestellten“ ermordet und ihre Leichen werden ins Meer geworfen.
Die Truppen nehmen nach kurzem Kampf Santa Maya wieder ein.
In einer Abendunterhaltung für die Truppen tritt neben den Revue-Girls auch ein Hypnotiseur auf, der Freiwillige unbewusst skurrile Handlungen machen lässt. Auch Admiral Bendish wird hypnotisiert. Auf ein Fingerschnippen hin bricht er in Panik aus angesichts eines imaginären Feuers und schreit: „Feuer!“. Der Terrorist Lacrobat kann sich als Zauberer in die Show einschleichen und lässt die auf die Bühne gebetene Prinzessin dort verschwinden.
Chris reagiert auf die Entführung mit einem Ultimatum an Santa Maya. Wenn die Prinzessin nicht unversehrt übergeben wird, werde ein Atomschlag gegen Santa Maya geführt. Zwei der Minister, die er für die Entführung verantwortlich macht, lässt er öffentlich kreuzigen.
Die USA, die sich zuvor vorbehaltlos hinter Großbritannien gestellt hatten, werden zunehmend in den Konflikt hineingezogen. Vollends ernst wird die Lage, als die Leichen der ermordeten Reporter samt dem Tonbandgerät mit den diktierten Beobachtungen vor der amerikanischen Küste aufgefunden werden. Zugleich erhält die US-Präsidentin von Lacrobat in Form eines „Rambogramms“ ein Ultimatum gestellt, bei den Briten einen Abzug ihrer Flotte aus der Karibik zu erwirken, ansonsten werde die Prinzessin getötet. Premier Chris verteilt unterdessen mit dem Union Jack bedruckte Regenschirme an sein Volk, das sich damit gegen jeden atomaren Einschlag schützen könne. Er selbst preist dabei die Regenschirme, wie auch schon seine Hakenhand, als ein Wunderwerk britischer Technologie.
Während auf der ganzen Welt fieberhafte Suchaktionen nach der Prinzessin laufen, reist Lacrobat unbemerkt über die USA nach London. Die Prinzessin tarnt er dabei als geknebelte S/M-Sklavin und als Gorilla. Schließlich betäubt er sie und stellt sie im Wachsfigurenkabinett Madame Tussauds aus. Dem britischen Geheimdienst bleibt dies nicht verborgen und er mobilisiert zur Befreiung der Prinzessin seine beste Truppe, den SAS. Ausgerüstet mit modernsten Waffen dringt die Truppe lautstark in das Wachsfigurenkabinett ein, lediglich auf den mitgeführten Tiger wird verzichtet, der auf der Ladefläche des LKW zurückgelassen wird. Die Schlacht gegen die Wachsfiguren ist verlustreich; elf Männer des SAS lassen ihr Leben. Immerhin wird Prinzessin Wendy lebend geborgen. Auch Lacrobat entkommt zunächst, wird aber vom Tiger zerfleischt, als er in den LKW des SAS einsteigen will.
Auf dem Flaggschiff der britischen Flotte ist die Stimmung äußerst angespannt. In wenigen Augenblicken läuft das Ultimatum aus, der Abschuss der Atomwaffen gegen Santa Maya wird bereits vorbereitet. Kurz vor dem Abschuss trifft die Meldung von der Befreiung der Prinzessin bei Admiral Bendish ein. Als er sekundenlang geistesabwesend dasteht und keinen Befehl gibt, schnippt einer der dabeistehenden Offiziere mit dem Finger, um sich Aufmerksamkeit zu verschaffen.
Der Admiral schreit: „Feuer!“.

## Kritik
„Wenngleich der Humor bisweilen weit unter die Gürtellinie zielt, überzeugt der Film durch erfrischende Respektlosigkeit, die auf beste englische Film- und Fernsehtradition verweist.“